# Бурвил (Сома)
Бурвил (фр. Bourseville) насеље је и општина у североисточној Француској у региону Пикардија, у департману Сома која припада префектури Абевил.
По подацима из 2011. године у општини је живело 732 становника, а густина насељености је износила 90,71 становника/km². Општина се простире на површини од 8,07 km². Налази се на средњој надморској висини од 63 метара (максималној 97 m, а минималној 33 m).

## Демографија
| 1962. | 1968. | 1975. | 1982. | 1990. | 1999. | 2011. |
| ----- | ----- | ----- | ----- | ----- | ----- | ----- |
| 644   | 705   | 783   | 808   | 780   | 774   | 732   |

График промене броја становника у току последњих година